# NAPSA Stars FC
National Pension Scheme Authority Stars Football Club w skrócie NAPSA Stars FC – zambijski klub piłkarski grający w zambijskiej pierwszej lidze, mający siedzibę w mieście Lusaka.

## Sukcesy
- Puchar Zambii[1]:
  - zwycięstwo (1): 2012

## Występy w afrykańskich pucharach
| Sezon     | Rozgrywki           | Runda    | Kraj     | Klub                     | Dom | Wyjazd | Dwumecz |
| --------- | ------------------- | -------- | -------- | ------------------------ | --- | ------ | ------- |
| 1993      | Puchar CAF          | 1        | Namibia  | Young Ones FC            | –   | –      | –       |
| 2020/2021 | Puchar Konfederacji | wstępna  | Komory   | Ngazi Sport de Mirontsi  | 4–1 | 5–1    | 9–2     |
| 2020/2021 | Puchar Konfederacji | 1        | Mozambik | UD Songo                 | 0–0 | 1–1    | 1–1     |
| 2020/2021 | Puchar Konfederacji | play-off | Kenia    | Gor Mahia                | 2–2 | 1–0    | 3–2     |
| 2020/2021 | Puchar Konfederacji | gr. B    | Maroko   | Renaissance Berkane      | 1–0 | 0–2    | 1–2     |
| 2020/2021 | Puchar Konfederacji | gr. B    | Algieria | JS Kabylie               | 2–2 | 1–2    | 3–4     |
| 2020/2021 | Puchar Konfederacji | gr. B    | Kamerun  | Coton Sport FC de Garoua | 0–1 | 1–5    | 1–6     |

## Stadion
Domowe mecze klub rozgrywa na stadionie o nazwie Vodafone Stadium w Lusace, który może pomieścić 15000 widzów.

## Reprezentanci kraju grający w klubie od 2012 roku
Stan na październik 2023.
| - Ian Bakala - Henry Banda - Luka Banda - Youremember Banda - Twiza Chaibela - Linos Chalwe - Sashi Chalwe - Songwe Chalwe - Luka Chamanga - Dickson Chapa - Signs Chibambo - Laughter Chilembe - Evans Chisulo - Lawrence Chungu - Maunga Kabuku - Kalililo Kakonje - Sydney Kalume - Tapson Kaseba - Francis Kombe - Luka Lungu - Vincent Mangamu - Emmanuel Mayuka - Harry Milanzi - Boyd Mkandawire - Elson Mkandawire - Judge Mkandawire - Rabson Muchelenganga - Jimmy Mukeya - Sipho Mumbi - Christopher Musonda - Chitiya Mususu - Perry Mutapa | - Bornwell Mwape - Davies Mwape - Chimunya Mweetwa - Enock Mwepu - Luka Nguni - Dabwitso Nkhoma - Mathews Nkhowane - Ackson Phiri - Dube Phiri - Keegan Phiri - Lottie Phiri - Martin Phiri - Makundika Sakala - Saith Sakala - Solomon Sakala - Collins Sikombe - George Simbayambaya - Julius Situmbeko - Ngosa Sunzu - Laison Thole - Donewell Yobe - Chaniza Zulu - Gift Zulu - Laudit Mavugo - Jean Nzeyimana - Loïc Feudjou - Timothy Otieno - David Owino - Luka Milanzi - Hakim Senkumba - Geoffrey Sserunkuma |